# Зелінська Віра Михайлівна
Віра Михайлівна Боднар, у шлюбі Зазуляк-Зелінська (24 вересня 1952, с. Колиндяни, Україна — 6 травня 2012, Канада) — українська і канадська бандуристка, заслужена артистка України, педагог класу бандури. Серед її учнів бандуристка Галина Коваль.

## Життєпис
Народилася 24 вересня 1952 року в селі Колиндяни Чортківського району Тернопільської області України. 

Навчаючись у Колиндянській загальноосвітній школі, почала відвідувати перші уроки гри на бандурі в дитячій Чортківській музичній школі. Мала особливу прив'язаність і повагу до свого першого вчителя Олега Васильовича Шумиловича:
|  | Уперше я почула звуки бандури, коли мені було п'ять років. До нас у село з концертом приїхала Чортківська капела бандуристів, якою на той час керував мій перший учитель. Він також виконав соло на бандурі — відтоді ці звуки назавжди запали мені в душу. Відразу ж після концерту я підійшла до Олега Васильовича й попросила його навчати мене гри на бандурі. А першою вчителькою співу була моя мама. Потім я ніколи не розлучалась із бандурою, та й не можу уявити своє життя без цього інструмента. |

Закінчила Тернопільське музичне училище імені Соломії Крушельницької (1972). Працювала у Зборівській музичній школі Тернопільської області, а згодом, в Червоноградській музичній школі (1973) Львівської області.
Від 1996 — в Канаді. Працює викладачкою гри на бандурі при українській суботній школі імені Лесі Українки, а вже 2001 заснувала капелу бандуристів «Золоті струни».

## Творчість
Усе своє життя Віра Зелінська виступала й у ролі виконавиці: з 1975 року в складі тріо бандуристок «Горлиця», двічі лауреата Міжнародного конкурсу «Золоті трембіти» (1991—1992). Тріо виступало не лише в Україні, але й в Росії, Польщі, Австрії, Угорщині, Югославії, Аргентині та Канаді. Бандуристки здійснили записи на Львівському та Київському радіо й телебаченні, а також випустили власний диск. Найпам'ятнішим для тріо був 1993 рік, коли вони взяли участь у Міжнародному конкурсі бандуристів імені Г. Хоткевича та побували з концертними виступами в круїзі Дніпром «Спадщина-93», який об'єднав українців цілого світу.

## Нагороди
- Заслужений працівник культури України (1989)
- Заслужена артистка України (2009)